# Enochrus pygmaeus
Enochrus pygmaeus är en skalbaggsart som först beskrevs av Fabricius 1792.  Enochrus pygmaeus ingår i släktet Enochrus och familjen palpbaggar.

## Underarter
Arten delas in i följande underarter:
- E. p. pygmaeus
- E. p. nebulosus
- E. p. pectoralis